# Hainichen
Hainichen je velké okresní město v německé spolkové zemi Sasko. Nachází se v zemském okrese Střední Sasko a má přibližně 8 400 obyvatel.

## Historie
Lesní lánová vesnice je poprvé písemně zmíněna roku 1276 jako Heynichen. Roku 1493 je Hainichen uváděn jako městys a 1791 jako město. Mezi lety 1952 a 1994 bylo město sídlem stejnojmenného okresu. Od 1. ledna 2021 má status velké okresní město.

## Přírodní poměry
Město se nachází přibližně 25 kilometrů severovýchodně od Chemnitzu a asi 40 kilometrů západně od Drážďan. Nejvýznamnějším vodním tokem je Kleine Striegis a nejvyšším bodem Buchenberg (396 m) na jihu území. Městem prochází dálnice A4 a železniční trať Roßwein–Niederwiesa (v provozu je od roku 2004 jen úsek Niederwiesa–Hainichen) s jediným nádražím Hainichen.

## Správní členění
Hainichen se dělí na 9 místních částí:
- Bockendorf
- Cunnersdorf
- Eulendorf
- Falkenau
- Gersdorf
- Hainichen
- Riechberg
- Schlegel
- Siegfried

## Pamětihodnosti
- kostel Nejsvětější Trojice
- hrázděný Soukeníkův dům
- Camera obscura
- Gellertovo muzeum